# مارتن كوبلي
مارتن كوبلي (بالإنجليزية: Martin Copley)‏ هو محافظ على الطبيعة أسترالي، ولد في 1940، وتوفي في 30 يوليو 2014 في برث في أستراليا.